# Бранзени (Мехединци)
Бранзени (рум. Brânzeni) насеље је у Румунији у округу Мехединци у општини Поноареле. Oпштина се налази на надморској висини од 572 m.

## Становништво
Према подацима из 2002. године у насељу је живело 88 становника, од којих су сви румунске националности.